# مايك جاكسون (موسيقي)
مايك جاكسون (بالإنجليزية: Mike Jackson)‏ هو موسيقي وعازف بيانو وشخصية أعمال وكاتب أغاني أمريكي، ولد في 23 ديسمبر 1888 في لويفيل في الولايات المتحدة، وتوفي في 21 يونيو 1945 في نيويورك في الولايات المتحدة.

## وصلات خارجية
- مايك جاكسون على موقع ميوزك برينز (الإنجليزية)
- مايك جاكسون على موقع أول ميوزيك (الإنجليزية)
- مايك جاكسون على موقع ديسكوغز (الإنجليزية)